# Луї д'Орель де Паладінес

Герб д'Орель де Паладін

Луї Жан-Батіст д'Орель де Паладін (фр. Louis Jean-Baptiste d'Aurelle de Paladines; 9 січня 1804 — 17 грудня 1877) — французький генерал.

## Біографія
Належав до руерзької шляхти лицарського походження, відомої з початку XIV ст. Народився в Ле-Мальзьє-Віль, Лозер. Навчався в Національному військовому училищі та Сен-Сірі, і вступив до армії як молодший лейтенант піхоти в 1824 році. Він з відзнакою служив в Алжирі між 1841 і 1848 роками, ставши підполковником і офіцером Почесного легіону. Брав участь у римських кампаніях 1848 і 1849 років і отримав звання полковника.
Він служив бригадним генералом протягом Кримської війни 1854–56 років, отримавши звання дивізійного генерала та командора Почесного легіону. Під час кампанії в Ломбардії в 1859 році він командував у Марселі та керував відправкою людей і запасів на театр війни, і за свої заслуги отримав звання великого офіцера Почесного легіону.
Зарахований до резервного списку в 1869 році, він був знову покликаний на командування в Марселі з початком Франко-прусської війни 1870–71 років. Після першого захоплення Орлеана німцями він був призначений Урядом національної оборони в листопаді 1870 року командувачем Армією Луари (незважаючи на свої монархічні та католицькі переконання). Спочатку він був дуже успішним проти фон дер Танн-Ратсамхаузена, здобувши перемогу в битві при Кульм'є та змусивши німців евакуювати Орлеан, але капітуляція Меца звільнила додаткові німецькі війська, щоб протистояти йому, і після його поразки під Бон-ла-Роланд та подальших невдалих боїв під Орлеаном, що призвело до його повторного захоплення німцями в грудні, Орель відступив у Солонь і був замінений. Після того, як уряд капітулював перед Пруссією в січні 1871 року, генерал Паладінес був призначений головою Національної гвардії, члени якої були дуже невдоволені тим, що він був їхнім командиром.
Після перемир'я його було обрано до Національної асамблеї департаментами Альє та Жиронда. Він засідав від Альє як член парламентської групи лівого центру і був одним із п'ятнадцяти офіцерів, обраних для допомоги в мирних переговорах. Він був нагороджений великим хрестом Почесного легіону і отримав командування в Бордо, але пішов у відставку в 1872 році. Обраний довічним сенатором у 1875 році, він підтримував монархічну більшість 1876 року. Помер у Версалі в 1877 році.
Він був автором книги «Перша армія Луари», опублікованої в 1872 році.
На його честь названо бульвар у XVII окрузі Парижу.